# Шість брам з чистилища
Шість брам з чистилища (англ. Six Gates from Limbo) — науково-фантастичний роман шотландського письменника Джей Ті Макінтоша вперше надрукований на сторінках журналу «Worlds of If». Серіал отримав назву "Шість воріт до підвішеного стану" в журналі, який з'явився у січні 1969 року. Публікації отримали назву «Шість брам з чистилища» й почали друкуватися у вище вказаному журналі в січні 1969 року. У Великій Британії починаючи з 1968 року права на роман належать видавництву Michael Joseph Ltd. Вперше повністю опублікували 1969 року в Нью-Йорку видавництвом Avon Books.

## Сюжет
Після пробудження в ідилічному тропічному раю Рекс дезорієнтований і, можливо, зазнав амнезії. Він пам'ятає своє ім’я, але деталі свого минулого згадати нездатний. Перший тиждень Рекс проводить, досліджуючи навколишню територію, і виявляє, що його рай, схожий на Едем, оточений величезною невисокою стіною в на площі 50 миль. Окрім цього, виявляє шість воріт з приблизно однаковими інтервалами, але в нього немає можливості піднятися туди й побачити, куди ж ведуть вище вказані ворота.
Після значної кількості досліджень знаходить єдину будівлю, в якій можуть бути відповіді на питання про його зниклу пам’ять. Як він міг пропустити це при першому пробудженні, Рексу зрозуміти не під силу. Можливо, його просто відправили в неправильному напрямку, і він почав хаотично блукати, й забув ретельно оглянути місцевість. Всередині він виявляє три підвішені анімаційні кулі, одна з яких має маркування «Рекс», інша «Реджина» — обидві з відкинутими верхівками — і, заглядаючи всередину, помічає одну вільну. Інша куля має назву «Венера», в ній знаходиться жінка, яка неочікувано для Рекса виявляється найгарнішою, яку він коли-небудь бачив.